# Phragmocarpidium heringeri
Phragmocarpidium heringeri är en malvaväxtart som beskrevs av Antonio Krapovickas. Phragmocarpidium heringeri ingår i släktet Phragmocarpidium och familjen malvaväxter. Inga underarter finns listade i Catalogue of Life.